# Jevrobačennja 2005
La prima edizione di Jevrobačennja (in ucraino Євробачення?, "Eurovisione") è stata organizzata dall'emittente radiotelevisiva ucraina Nacional'na Teleradiokompanija Ukraïny (NTU) per selezionare il rappresentante nazionale all'Eurovision Song Contest 2005 a Kiev.
I vincitori sono stati i GreenJolly con Razom nas bahato.

## Organizzazione
A seguito della vittoria ucraina all'Eurovision Song Contest 2004, l'UER ha invitato il paese, come da tradizione, ad ospitare l'evento l'anno seguente. L'emittente ucraina Nacional'na Teleradiokompanija Ukraïny (NTU) ha accettato la richiesta dell'UER, confermando la partecipazione all'Eurovision Song Contest 2005 il 29 aprile 2004, annunciando inoltre la creazione di un nuovo programma di selezione nazionale per coinvolgere il pubblico sulla scelta del proprio rappresentante, inizialmente chiamato Naša pesnja.
Il 1º agosto 2004 l'emittente ha dato la possibilità agli aspiranti partecipanti di inviare i propri brani entro il 20 settembre dello stesso anno, scadenza poi estesa fino al successivo 8 ottobre. Una giuria composta da sette membri ha selezionato i 75 partecipanti tra le 527 proposte ricevute, annunciati il 12 ottobre 2004; il successivo 24 febbraio 2005, qualche giorno prima della finale, l'emittente ha annunciato che ha selezionato quattro gruppi musicali (De Shifer, GreenJolly, Mandry e Tartak) attraverso delle wildcard,  da far gareggiare direttamente in finale.
Il festival si è articolato in quindici semifinali da 5 partecipanti, che si sono tenute presso gli studi televisivi di NTU dal 14 novembre 2004 al 20 febbraio 2005, e in una finale il successivo 27 febbraio, che doveva essere ospitata originariamente presso il Palazzo dello Sport di Kiev prima di cambiare i piani a causa di mancanza di fondi. Tutti i risultati sono stati decretati unicamente dal pubblico, che ha avuto la possibilità di esprimere la propria preferenza via televoto.

## Semifinali
Le semifinali si sono svolte in quindici serate, dal 14 novembre 2004 al 20 febbraio 2005, presso gli studi televisivi di NTU e hanno visto competere 5 partecipanti ciascuno per l'unico posto per puntata destinato per la finale. Tutti i risultati sono stati decretati unicamente dal voto del pubblico tramite televoto.

### Prima semifinale
| # | Artista                 | Titolo           | Televoto | Posizione |
| - | ----------------------- | ---------------- | -------- | --------- |
| 1 | Stand.Up                | Vidlitaj         | 30,70%   | 1         |
| 2 | Vchid U Zminnomu Vzutti | Dvirnyk          | 18,62%   | 3         |
| 3 | Olena Ormahalieva       | Ty ne so mnoj    | 18,93%   | 2         |
| 4 | Darina Sumskaja         | My z toboju      | 17,74%   | 4         |
| 5 | Anna Ol'ha              | Sudjat po glazam | 14,01%   | 5         |

### Seconda semifinale
| # | Artista | Titolo            | Televoto | Posizione |
| - | ------- | ----------------- | -------- | --------- |
| 1 | Potap   | Petja             | 12,79%   | 5         |
| 2 | NeDilja | My Angel          | 29,57%   | 1         |
| 3 | Ineš    | Trojanda          | 27,79%   | 2         |
| 4 | Kiše    | Ti sama, ne svoja | 15,20%   | 3         |
| 5 | Maya    | Karma             | 14,95%   | 4         |

### Terza semifinale
| # | Artista            | Titolo                       | Televoto | Posizione |
| - | ------------------ | ---------------------------- | -------- | --------- |
| 1 | Tajana             | Ottaj                        | 21,64%   | 1         |
| 2 | Radio SSB          | Play                         | 19,15%   | 5         |
| 3 | Julyja Prjadko     | Ty prosto est' v moej sud'be | 19,50%   | 3         |
| 4 | Michajlo Sanin     | Ja vernus'                   | 19,26%   | 4         |
| 5 | Julija Zabrodskaja | Na Ivana, na Kupala          | 20,45%   | 2         |

### Quarta semifinale
| # | Artista       | Titolo            | Televoto | Posizione |
| - | ------------- | ----------------- | -------- | --------- |
| 1 | Ex-Presidenti | Čhušoj gorod      | 26,04%   | 1         |
| 2 | Nataša Radko  | Sexy Girl         | 13,18%   | 5         |
| 3 | Lesja Gorova  | Malen'ka ptaška   | 20,03%   | 3         |
| 4 | Ol'ha Heka    | Love Triangle     | 16,38%   | 4         |
| 5 | Fedor         | Čto v imeni tvoem | 24,37%   | 2         |

### Quinta semifinale
| # | Artista           | Titolo             | Televoto | Posizione |
| - | ----------------- | ------------------ | -------- | --------- |
| 1 | Yurcash           | Patriot            | 25,13%   | 1         |
| 2 | Kalič             | Apel'sinovyj ranok | 17,52%   | 4         |
| 3 | Anita Gezo        | Poleču             | 20,05%   | 3         |
| 4 | Alina Starodumova | Groza              | 20,13%   | 2         |
| 5 | Via Harli         | Šljach             | 17,17%   | 5         |

### Sesta semifinale
| # | Artista        | Titolo       | Televoto | Posizione |
| - | -------------- | ------------ | -------- | --------- |
| 1 | Ivanka Milaj   | Ty ne moj    | 23,98%   | 2         |
| 2 | ŠeOna          | I Say        | 15,76%   | 4         |
| 3 | Chvilju Trimaj | Lito projšlo | 16,08%   | 3         |
| 4 | Tiana Ravi     | Pozavčora    | 28,71%   | 1         |
| 5 | Kateryna       | Blues        | 15,47%   | 5         |

### Settima semifinale
| # | Artista      | Titolo          | Televoto | Posizione |
| - | ------------ | --------------- | -------- | --------- |
| 1 | Foxy         | Zaberi menja    | 27,00%   | 1         |
| 2 | Eliksyr      | Ne toj buv den' | 16,65%   | 5         |
| 3 | Julija Bodaj | Rička           | 21,23%   | 2         |
| 4 | Kapinos      | Koška           | 17,24%   | 4         |
| 5 | Ihor Balan   | Storm           | 18,88%   | 3         |

### Ottava semifinale
| # | Artista         | Titolo          | Televoto | Posizione |
| - | --------------- | --------------- | -------- | --------- |
| 1 | Julija Klim     | Spogad          | 15,36%   | 3         |
| 2 | Viktor Pavlik   | Svit za viknom  | 30,79%   | 1         |
| 3 | Pomaranč        | Oči             | 15,05%   | 4         |
| 4 | Maryna Kuz'mina | Jamajka         | 14,85%   | 5         |
| 5 | Olenka          | Ja tobi ne viru | 23,95%   | 2         |

### Nona semifinale
| # | Artista         | Titolo          | Televoto | Posizione |
| - | --------------- | --------------- | -------- | --------- |
| 1 | Zorjana Skirko  | Nebo            | 16,13%   | 3         |
| 2 | Artur Kul'povyč | Pour toi        | 14,40%   | 5         |
| 3 | Iryna Fedyšyn   | Ziron'ka        | 24,37%   | 2         |
| 4 | Protivogaz      | Pup             | 14,98%   | 4         |
| 5 | Sergej Gavrilov | Paperovyj čoven | 30,12%   | 1         |

### Decima semifinale
| # | Artista         | Titolo         | Televoto | Posizione |
| - | --------------- | -------------- | -------- | --------- |
| 1 | Daleko          | Znaky pytannja | 27,11%   | 1         |
| 2 | Konstantin Pona | My Crazy World | 16,37%   | 5         |
| 3 | Borys Hlibov    | Junaja vesna   | 21,49%   | 2         |
| 4 | A-Era           | Vse rešeno     | 18,34%   | 3         |
| 5 | Gândul Mâței    | La čokana      | 16,69%   | 4         |

### Undicesima semifinale
| # | Artista             | Titolo                | Televoto | Posizione |
| - | ------------------- | --------------------- | -------- | --------- |
| 1 | Ani Lorak           | A Little Shot of Love | 31,18%   | 1         |
| 2 | Orkestr Janki Kozir | Ja ne budu kavu pula  | 15,97%   | 4         |
| 3 | Kenzano             | Osen                  | 15,35%   | 5         |
| 4 | Aleksandr Nikor'jak | Snega                 | 20,10%   | 2         |
| 5 | Olena Sinčuk        | Ne obešaj             | 17,40%   | 3         |

### Dodicesima semifinale
| # | Artista                     | Titolo           | Televoto | Posizione |
| - | --------------------------- | ---------------- | -------- | --------- |
| 1 | Talita Kum                  | Lovi mene        | 29,61%   | 1         |
| 2 | Alina Gornostaeva           | Namisto          | 13,29%   | 5         |
| 3 | Nazar Savko & Iryna Fedyšyn | Ne dlja tebe     | 23,51%   | 2         |
| 4 | The Best                    | Vse devčoki      | 13,74%   | 4         |
| 5 | Iryna Jaryna                | Pisnja kochannja | 19,85%   | 3         |

### Tredicesima semifinale
| # | Artista                      | Titolo                     | Televoto | Posizione |
| - | ---------------------------- | -------------------------- | -------- | --------- |
| 1 | Roma Polons'kyj feat. Sotger | You Are for Me like a Star | 21,17%   | 2         |
| 2 | Katja Popova                 | Luna                       | 16,78%   | 4         |
| 3 | Marina Lavriševa             | Divčyna-lito               | 13,83%   | 5         |
| 4 | Lourdes                      | Veter                      | 27,43%   | 1         |
| 5 | Mandarinovyj Raj             | Namisto                    | 20,79%   | 3         |

### Quattordicesima semifinale
| # | Artista           | Titolo   | Televoto | Posizione |
| - | ----------------- | -------- | -------- | --------- |
| 1 | Julija Koršyns'ka | Freedom  | 27,42%   | 1         |
| 2 | Oksana Rudyk      | Ziron'ka | 22,06%   | 2         |
| 3 | Artem             | Oj...    | 15,12%   | 5         |
| 4 | Veronika          | Prosti   | 16,13%   | 4         |
| 5 | Emotions          | Angels   | 19,27%   | 3         |

### Quindicesima semifinale
| # | Artista           | Titolo              | Televoto | Posizione |
| - | ----------------- | ------------------- | -------- | --------- |
| 1 | Tetjana Liberman  | Mojet bit da        | 19,87%   | 4         |
| 2 | Igor Kruglov      | Mačo-piligrim       | 14,35%   | 5         |
| 3 | Nota-Neo          | Poïchala baba v lis | 21,30%   | 2         |
| 4 | Volja             | Zemlja rodnaja      | 24,35%   | 1         |
| 5 | Alevtina Leonteva | Solnyško            | 20,13%   | 3         |

## Finale
La finale si è tenuta presso gli studi televisivi di NTU di Kiev. Lo show è stato presentato da Marija Orlova, ed è stato trasmesso su Peršyj Nacional'ni. Lo spettacolo doveva inizialmente svolgersi presso il Palazzo dello Sport di Kiev, sede dell'Eurovision Song Contest 2005; tuttavia tali piani sono stati annullati per mancanza di fondi.
Durante la finale si sono esibiti i quindici artisti qualificati dalle semifinali e i quattro artisti selezionati da NTU da far gareggiare direttamente in finale. A differenza di quanto accaduto nelle rispettive semifinali, NeDilja, gli Ex-Presidenti, Sergej Gavrilov e Viktor Pavlik si sono esibiti in una nuova versione dei rispettivi brani.
Durante la serata si sono esibiti come ospiti Julija Zabrodskaja, Fedor, Deema, Juljia Bodaj e Anžalika Ahurbaš, rappresentante della Bielorussia all'Eurovision Song Contest 2005.
I GreenJolly sono stati proclamati vincitori della selezione, avendo ricevuto il maggior numero di consensi da parte del televoto.
| #  | Artista           | Titolo                | Televoto | Televoto | Posizione |
| -- | ----------------- | --------------------- | -------- | -------- | --------- |
| 1  | Stand.Up          | Vidlitaj              | 139      | 2,18%    | 8         |
| 2  | NeDilja           | Bezmežnyj svit        | 54       | 0,85%    | 13        |
| 3  | Tajana            | Ottaj                 | 19       | 0,30%    | 17        |
| 4  | Mandry            | Doroha                | 142      | 2,23%    | 7         |
| 5  | Ex-Presidenti     | Nočnoj gorod          | 41       | 0,64%    | 14        |
| 6  | Yurcash           | Patriot               | 342      | 5,36%    | 3         |
| 7  | Tiana Ravi        | Pozavčora             | 19       | 0,30%    | 17        |
| 8  | De Shifer         | Čas pryjšov           | 341      | 5,35%    | 6         |
| 9  | Foxy              | Zaberi menja          | 23       | 0,36%    | 15        |
| 10 | Viktor Pavlik     | I Never Loved You     | 60       | 0,94%    | 12        |
| 11 | Sergej Gavrilov   | Korabli               | 15       | 0,24%    | 19        |
| 12 | Tartak            | Naše lito             | 342      | 5,36%    | 4         |
| 13 | Daleko            | Znaky pytannja        | 110      | 1,72%    | 9         |
| 14 | Ani Lorak         | A Little Shot of Love | 1 952    | 30,61%   | 2         |
| 15 | Talita Kum        | Lovi mene             | 105      | 1,65%    | 10        |
| 16 | Lourdes           | Veter                 | 23       | 0,36%    | 15        |
| 17 | Julija Koršyns'ka | Freedom               | 62       | 0,97%    | 11        |
| 18 | Volja             | Zemlja rodnaja        | 342      | 5,36%    | 5         |
| 19 | GreenJolly        | Razom nas bahato      | 2 247    | 35,23%   | 1         |

## Controversie
Poco dopo la finale della selezione ucraina, la seconda classificata Ani Lorak ha lanciato una protesta contro i risultato della finale, contestandone la legittimità e sostenendo che le linee telefoniche relative al suo slot di televoto erano state bloccate. In risposta a tali accuse la Solvo International, l'agenzia incaricata alla gestione del televoto, hanno negato qualsiasi notizia relativa alla falsificazione dei risultati, dichiarando che essi corrispondevano ai dati ricevuti dal pubblico.
Ulteriori accuse sono state poste da Jurij Fal'osa, produttore discografico della Lorak, che ha commentato l'esito della finale affermando che "la situazione politica ha vinto al posto della musica", riferendosi alle quattro wildcard riservate per la finale (di cui una era stata assegnata proprio ai vincitori i GreenJolly); esse, infatti, sono state aggiunte solo qualche giorno prima dello show dal governo ucraino in base alla loro partecipazione durante la Rivoluzione arancione che si è conclusa nel gennaio 2005. Vitalij Žuravs'kyj, leader del Partito Democristiano Ucraino, ha criticato l'inclusione di tali wildcard, affermando che si trattava di una grossolana violazione delle regole del concorso. In risposta a ciò, la produttrice televisiva per conto di NTU Olena Mozhova, ha difeso la scelta dei GreenJolly come rappresentanti ucraini alla manifestazione europea, affermando che la decisione di includere le wildcard come mezzo per far ascoltare artisti emergenti dopo la Rivoluzione arancione è stata "una proposta piuttosto sana", e che tale scelta non è stata osteggiata da nessuno dei quindici artisti qualificati dalle semifinali.
Nel marzo 2005 è stato annunciato che il brano Razom nas bahato aveva violato due regole dell'Eurovision Song Contest. La prima regola, è il riferimento esplicito ad un'antica canzone ucraina durante l'era sovietica, facendo diventare la composizione del brano non inedita, mentre la seconda riguarda il testo che poteva essere classificato di natura propagandistica, andando contro la natura apolitica dell'evento. Dopo aver apportato le opportune modifiche richieste dall'Unione europea di radiodiffusione (UER), la canzone è stata accettata per competere alla manifestazione europea.